# Communauté de communes de la Région de Bourbonne les Bains
Die Communaute de communes de la Région de Bourbonne les Bains ist ein ehemaliger französischer Gemeindeverband mit der Rechtsform einer Communauté de communes im Département Haute-Marne in der Region Grand Est. Sie wurde am 1. Januar 2002 gegründet und umfasste 16 Gemeinden. Der Verwaltungssitz befand sich im Ort Bourbonne-les-Bains. Der Gemeindeverband war nach dem Ort Bourbonne-les-Bains benannt.

## Historische Entwicklung
Der Gemeindeverband wurde am 1. Januar 2002 mit 10 Mitgliedsgemeinden gegründet. Seither traten weitere sechs Gemeinden bei. Die Anzahl der Mitglieder lag somit zuletzt bei 16 Gemeinden.
Mit Wirkung vom 1. Januar 2017 fusionierte der Gemeindeverband mit
- Communauté de communes Vannier Amance und
- Communauté de communes du Pays de Chalindrey

und bildete so die Nachfolgeorganisation Communauté de communes du Pays de Chalindrey, de Vannier Amance et de la Région de Bourbonne-les-Bains.

## Ehemalige Mitgliedsgemeinden
Zur Communaute de communes de la Région de Bourbonne les Bains gehören folgende Mitgliedsgemeinden:
| Gemeinde              | Einwohner 1. Januar 2022 | Fläche km² | Dichte Einw./km² | Code INSEE | Postleitzahl |
| --------------------- | ------------------------ | ---------- | ---------------- | ---------- | ------------ |
| Aigremont             | 26                       | 4,87       | 5                | 52002      | 52400        |
| Bourbonne-les-Bains   | 1.969                    | 64,93      | 30               | 52060      | 52400        |
| Coiffy-le-Haut        | 105                      | 9,65       | 11               | 52136      | 52400        |
| Damrémont             | 198                      | 4,84       | 41               | 52164      | 52400        |
| Enfonvelle            | 71                       | 12,40      | 6                | 52185      | 52400        |
| Fresnes-sur-Apance    | 161                      | 16,47      | 10               | 52208      | 52400        |
| Laneuvelle            | 64                       | 11,03      | 6                | 52264      | 52400        |
| Larivière-Arnoncourt  | 122                      | 20,32      | 6                | 52273      | 52400        |
| Le Châtelet-sur-Meuse | 156                      | 21,31      | 7                | 52400      | 52400        |
| Melay                 | 243                      | 13,95      | 17               | 52318      | 52400        |
| Montcharvot           | 40                       | 3,52       | 11               | 52328      | 52400        |
| Neuvelle-lès-Voisey   | 67                       | 5,65       | 12               | 52350      | 52400        |
| Parnoy-en-Bassigny    | 285                      | 40,75      | 7                | 52377      | 52400        |
| Serqueux              | 367                      | 25,63      | 14               | 52470      | 52400        |
| Vicq                  | 161                      | 13,72      | 12               | 52520      | 52400        |
| Voisey                | 275                      | 31,60      | 9                | 52544      | 52400        |